# Домус-де-Марія
Домус-де-Марія (італ. Domus de Maria, сард. Domus de Maria) — муніципалітет в Італії, у регіоні Сардинія,  провінція Кальярі.
Домус-де-Марія розташований на відстані близько 450 км на південний захід від Рима, 37 км на південний захід від Кальярі.
Населення — 1707 осіб (2014).

## Демографія
Населення за роками:

Станом на 1 січня 2023 року в муніципалітеті офіційно проживало 40 іноземців з 18 країн, серед них 23 громадяни країн Євросоюзу та 4 громадяни України.

## Сусідні муніципалітети
- Пула
- Сантаді
- Теулада